# Dario Dainelli
Dario Dainelli (né le 9 juin 1979 à Pontedera, dans la province de Pise en Toscane) est un footballeur international italien évoluant au poste de défenseur ; il mesure 1,91 m pour 87 kg.

## Biographie
Dario Dainelli compte une sélection avec la Squadra Azzurra, lors d'un match disputé le 11 juin 2005 contre l'Équateur.